# Hoa hậu Thế giới 2017
Hoa hậu Thế giới 2017 là cuộc thi Hoa hậu Thế giới lần thứ 67 được tổ chức vào ngày 18 tháng 11 năm 2017 tại Nhà hát Vương miện sắc đẹp thuộc đảo Hải Nam, Tam Á, Trung Quốc. Cuộc thi có sự tham dự của 118 thí sinh đại diện cho các quốc gia và vùng lãnh thổ. Trong đêm chung kết, Hoa hậu Thế giới 2016 - Stephanie Del Valle đến từ Puerto Rico đã trao lại vương miện cho người kế nhiệm, cô Manushi Chhillar đến từ Ấn Độ. 

## Thông tin cuộc thi
Hoa hậu Thế giới sẽ tập trung vào một hình thức tổ chức mới, tạo sức hút lớn hơn trên mạng xã hội và khả năng tương tác. Hình thức mới này được gọi là Head-to-Head Challenge (Thử thách đối đầu), sẽ chọn ra 20 trong số 40 thí sinh xuất sắc nhất.

## Kết quả

### Thứ hạng
| Kết quả               | Thí sinh |
| --------------------- | --- |
| Hoa hậu Thế giới 2017 | - Ấn Độ – Manushi Chhillar |
| Á hậu 1               | - Mexico – Andrea Meza |
| Á hậu 2               | - Anh – Stephanie Hill |
| Top 5                 | - Pháp – Aurore Kichenin - Kenya – Magline Jeruto |

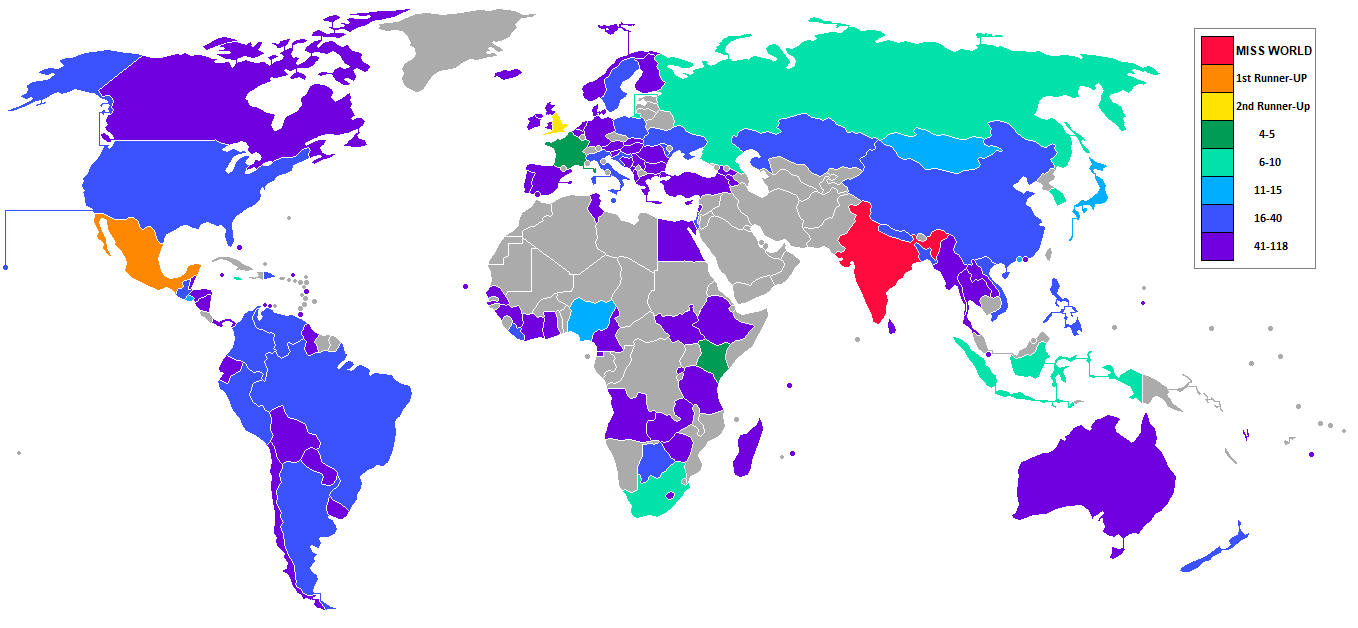
Các quốc gia và lãnh thổ tham gia Hoa hậu Thế giới 2017 và kết quả

| Top 10                | - Indonesia – Achintya Holte Nilsen - Jamaica – Solange Sinclair - Hàn Quốc – Kim Ha-eun - Nam Phi – Adè van Heerden - Nga – Polina Popova |
| Top 15                | - El Salvador – Fatima Cuellar - Nhật Bản – Haruka Yamashita - Ma Cao – Lan Wan-Ling - Mông Cổ – Enkhjin Tseveendash ¥ - Nigeria – Ugochi Ihezue |
| Top 40                | - Argentina – Avril Marco - Bangladesh – Jessia Islam - Botswana – Nicole Gaelebale - Brazil – Gabrielle Vilela - Trung Quốc – Guan Siyu - Colombia – Maria Daza - Croatia – Tea Mlinarić - Cộng hòa Dominica – Aletxa Mueses - Guatemala – Virginia Argueta - Ý – Conny Notarstefano - Kazakhstan – Gul'banu Azimkhan - Liban – Perla Helou - Liberia – Wokie Dolo - Malta – Michela Galea - Moldova – Ana Badaneu - Nepal – Nikita Chandak - New Zealand – Annie Evans - Peru – Pamela Sánchez - Philippines – Laura Lehmann - Ba Lan – Magdalena Bieńkowska - Thụy Điển – Hanna Haag - Ukraine – Polina Tkach - Hoa Kỳ – Clarissa Bowers - Venezuela – Ana Carolina Ugarte - Việt Nam – Đỗ Mỹ Linh |

¥: Thí sinh chiến thắng do bình chọn của khán giả.

### Các nữ hoàng sắc đẹp khu vực
| Châu lục       | Thí sinh                     |
| -------------- | ---------------------------- |
| Châu Phi       | - Kenya – Magline Jeruto     |
| Châu Mỹ        | - Mexico – Andrea Meza       |
| Châu Á         | - Hàn Quốc – Kim Ha-eun      |
| Vùng Caribe    | - Jamaica – Solange Sinclair |
| Châu Âu        | - Anh – Stephanie Hill       |
| Châu Đại Dương | - New Zealand – Annie Evans  |

## Các phần thi

### Head to Head Challenge
- Thí sinh vào Top 40 khi chiến thắng phần thi Head to Head Challenge

| Nhóm | Quốc gia 1            | Quốc gia 2        | Quốc gia 3      | Quốc gia 4         | Quốc gia 5 | Quốc gia 6 |
| ---- | --------------------- | ----------------- | --------------- | ------------------ | ---------- | ---------- |
| 1    | Angola                | Áo                | Bahamas         | Georgia            | Guadeloupe | Ý          |
| 2    | Albania               | Argentina         | Bolivia         | Bờ Biển Ngà        | Israel     | Mauritius  |
| 3    | Bỉ                    | Cameroon          | Chile           | Guinea             | Madagascar | Nepal      |
| 4    | Armenia               | Úc                | Ai Cập          | Pháp               | Đức        | Jamaica    |
| 5    | Colombia              | Quần đảo Cook     | Curaçao         | Gibraltar          | Paraguay   | Bồ Đào Nha |
| 6    | Bangladesh            | Botswana          | Brazil          | Canada             | Ethiopia   | Nam Phi    |
| 7    | Bosnia và Herzegovina | Cộng hòa Dominica | Guam            | Honduras           | Iceland    | Ma Cao     |
| 8    | Síp                   | Kenya             | Ireland         | Mông Cổ            | Nga        | Singapore  |
| 9    | Bulgaria              | Ecuador           | El Salvador     | Phần Lan           | Hy Lạp     | Ấn Độ      |
| 10   | Aruba                 | Ghana             | Hungary         | Indonesia          | Lào        | Hà Lan     |
| 11   | Trung Quốc            | Đan Mạch          | Guinea Xích Đạo | Hồng Kông          | Moldova    | Ukraine    |
| 12   | Croatia               | Anh               | Fiji            | Guatemala          | Romania    | Senegal    |
| 13   | Liberia               | Malta             | New Zealand     | Nigeria            | Slovakia   | Tunisia    |
| 14   | Montenegro            | Ba Lan            | Rwanda          | Seychelles         | Thụy Điển  | Venezuela  |
| 15   | Guyana                | Nhật Bản          | Peru            | Slovenia           | Tanzania   | Uruguay    |
| 16   | Mexico                | Nicaragua         | Bắc Ireland     | Na Uy              | Scotland   | Sri Lanka  |
| 17   | Lesotho               | Myanmar           | Philippines     | Serbia             | Thái Lan   | Thổ Nhĩ Kỳ |
| 18   | Belize                | Nam Sudan         | Tây Ban Nha     | Việt Nam           | Wales      | Zimbabwe   |
| 19   | Hàn Quốc              | Liban             | Panama          | Trinidad và Tobago | Hoa Kỳ     | —          |
| 20   | Quần đảo Virgin (Anh) | Cabo Verde        | Quần đảo Cayman | Kazakhstan         | Zambia     | —          |

### Sports
Thí sinh chiến thắng phần thi Sports sẽ được tiến thẳng vào Top 40.
| Final result | Final result   | Contestant |
| ------------ | -------------- | --- |
| Chiến thắng  | Chiến thắng    | - Cộng hòa Dominica – Aletxa Mueses |
| Á hậu 1      | Á hậu 1        | - Quần đảo Cook – Alanna Smith |
| Á hậu 2      | Á hậu 2        | - Quần đảo Virgin (Anh) – Helina Hewlett |
| Top 23       | Đội Xanh Dương | - Mexico – Andrea Meza - New Zealand – Annie Evans - Bắc Ireland – Anna Henry - Ba Lan – Magdalena Bieńkowska - Scotland – Romy McCahill - Tây Ban Nha – Elisa Tulian - Zimbabwe – Chiedza Mhosva                        |
| Top 23       | Đội Đỏ         | - Argentina – Avril Marco - Bahamas – Geena Thompson - Guinée – Asmaou Diallo - Ý – Conny Notarstefano - Jamaica – Solange Sinclair - Nam Phi – Adè van Heerden                                                          |
| Top 23       | Đội Vàng       | - Aruba – Anouk Eman - Bosnia và Herzegovina – Aida Karamehmedović - Kenya – Magline Jeruto - Mông Cổ – Enkhjin Tseveendash - Hà Lan – Philisantha van Deuren - Romania – Mihaela Bosca - Singapore – Laanya Ezra Asogan |

| Đội    | Đội Xanh Dương | Đội Đỏ | Đội Vàng |
| ------ | --- | --- | --- |
| Top 18 | - Mexico – Andrea Meza - New Zealand – Annie Evans - Bắc Ireland – Anna Henry - Ba Lan – Magdalena Bieńkowska - Scotland – Romy McCahill - Tây Ban Nha – Elisa Tulian - Zimbabwe – Chiedza Mhosva | - Argentina – Avril Marco - Bahamas – Geena Thompson - Quần đảo Virgin (Anh) – Helina Hewlett - Quần đảo Cook – Alanna Smith - Guinée – Asmaou Diallo - Ý – Conny Notarstefano - Jamaica – Solange Sinclair - Nam Phi – Adè van Heerden | - Aruba – Anouk Eman - Bosnia và Herzegovina – Aida Karamehmedović - Cộng hòa Dominica – Aletxa Mueses - Kenya – Magline Jeruto - Mông Cổ – Enkhjin Tseveendash - Hà Lan – Philisantha van Deuren - Romania – Mihaela Bosca - Singapore – Laanya Ezra Asogan |

### Top Model
Thí sinh chiến thắng phần thi Top Model sẽ được tiến thẳng vào Top 40.
| Kết quả     | Kết quả                 | Thí sinh |
| ----------- | ----------------------- | --- |
| Chiến thắng | Chiến thắng             | - Nigeria – Ugochi Ihezue |
| Á hậu 1     | Á hậu 1                 | - Thái Lan – Patlada Kulphakthanapat |
| Á hậu 2     | Á hậu 2                 | - Croatia – Tea Mlinarić |
| Á hậu 3     | Á hậu 3                 | - Trung Quốc – Guan Siyu |
| Top 30      | Châu Á & Châu Đại Dương | - Ấn Độ – Manushi Chhillar - Indonesia – Achintya Holte Nilsen - Israel – Rotem Rabi - Hàn Quốc – Ha-eun Kim - Mông Cổ – Enkhjin Tseveendash - Nepal – Nikita Chandak |
| Top 30      | Châu Mỹ                 | - Brazil – Gabrielle Vilela - Colombia – Maria Daza - Cộng hòa Dominica – Aletxa Mueses - El Salvador – Fatima Cuellar - Guadeloupe – Audrey Berville - Honduras – Celia Monterrosa - Mexico – Andrea Meza - Panamá – Julianne Brittón - Venezuela – Ana Carolina Ugarte |
| Top 30      | Châu Phi                | - Bờ Biển Ngà – Mandjalia Gbané - Guinée – Asmaou Diallo - Kenya – Magline Jeruto |
| Top 30      | Châu Âu                 | - Bosnia và Herzegovina – Aida Karamehmedović - Pháp – Aurore Kichenin - Montenegro – Tea Babić - Ba Lan – Magdalena Bieńkowska - Slovenia – Maja Zupan - Tây Ban Nha – Elisa Tulian - Ukraine – Polina Tkach                                                            |

### Talent
Thí sinh chiến thắng phần thi Talent sẽ được tiến thẳng vào Top 40.
| Kết quả     | Kết quả                 | Thí sinh |
| ----------- | ----------------------- | --- |
| Chiến thắng | Chiến thắng             | - Malta – Michela Galea |
| Á hậu 1     | Á hậu 1                 | - Fiji – Nanise Rainima |
| Á hậu 2     | Á hậu 2                 | - Ý – Conny Notarstefano |
| Á hậu 3     | Á hậu 3                 | - Anh – Stephanie Hill |
| Á hậu 4     | Á hậu 4                 | - Mexico – Andrea Meza |
| Top 20      | Châu Á & Châu Đại Dương | - Síp – Helena Tselepi - Guam – Destiny Cruz - Indonesia – Achintya Holte Nilsen - Nhật Bản – Haruka Yamashita |
| Top 20      | Châu Mỹ                 | - Paraguay – Paola Oberladstatter - Trinidad và Tobago – Chandini Chanka |
| Top 20      | Châu Phi                | - Cameroon – Akomo Minkata |
| Top 20      | Châu Âu                 | - Đan Mạch – Amanda Petri - Hungary – Virág Koroknyai - Hà Lan – Philisantha van Deuren - Bắc Ireland – Anna Henry - Scotland – Romy McCahill - Tây Ban Nha – Elisa Tulian - Thổ Nhĩ Kỳ – Aslı Sümen - Ukraine – Polina Tkach |

### Multimedia
Thí sinh chiến thắng phần thi Multimedia sẽ được tiến thẳng vào Top 40.
| Kết quả     | Thí sinh |
| ----------- | --- |
| Chiến thắng | - Mông Cổ – Enkhjin Tseveendash |
| Á hậu 1     | - Mexico – Andrea Meza |
| Á hậu 2     | - Nepal – Nikita Chandak |
| Top 10      | - Anh – Stephanie Hill - Fiji – Nanise Rainima - Ấn Độ – Manushi Chhillar - Indonesia – Achintya Holte Nilsen - Liban – Perla Helou - Thái Lan – Patlada Kulphakthanapat - Venezuela – Ana Carolina Ugarte - Việt Nam – Đỗ Mỹ Linh |

### People's Choice
| Kết quả     | Thí sinh |
| ----------- | --- |
| Chiến thắng | - Mông Cổ – Enkhjin Tseveendash |
| Top 10      | - Bangladesh – Jessia Islam - Ấn Độ – Manushi Chhillar - Liban – Perla Helou - Nepal – Nikita Chandak - Philippines – Laura Lehmann - Nga – Polina Popova - Thái Lan – Patlada Kulphakthanapat - Venezuela – Ana Carolina Ugarte - Việt Nam – Đỗ Mỹ Linh |

### Beauty With A Purpose
Top 5 thí sinh chiến thắng phần thi Beauty With A Purpose sẽ được tiến thẳng vào Top 40.
| Kết quả     | Kết quả                 | Thí sinh |
| ----------- | ----------------------- | --- |
| Chiến thắng | Chiến thắng             | - Ấn Độ – Manushi Chhillar - Indonesia – Achintya Holte Nilsen - Philippines – Laura Lehmann - Nam Phi – Adè van Heerden - Việt Nam – Đỗ Mỹ Linh                                                     |
| Top 20      | Châu Á & Châu Đại Dương | - Úc – Esma Voloder - Quần đảo Cook – Alanna Smith - Fiji – Nanise Rainima - Mông Cổ – Enkhjin Tseveendash - Nepal – Nikita Chandak - New Zealand – Annie Evans - Thái Lan – Patlada Kulphakthanapat |
| Top 20      | Châu Mỹ                 | - Brazil – Gabrielle Vilela - Quần đảo Virgin (Anh) – Helina Hewlett |
| Top 20      | Châu Phi                | - Tanzania – Julitha Kabete - Zimbabwe – Chiedza Mhosva |
| Top 20      | Châu Âu                 | - Anh – Stephanie Hill - Pháp – Aurore Kichenin - Nga – Polina Popova - Slovakia – Hanka Závodná |

## Các giải thưởng đặc biệt
| Giải thưởng | Thí sinh |
| --- | --- |
| Top Model | - Nigeria - Ugochi Ihezue |
| Head-to-Head Challenge | \| - Argentina – Avril Marco - Bangladesh – Jessia Islam - Colombia – Maria Daza - Pháp – Aurore Kichenin - Guatemala – Virginia Argueta - Ấn Độ – Manushi Chhillar - Indonesia – Achintya Holte Nilsen - Ý – Conny Notarstefano - Kazakhstan – Gul'banu Azimkhan - Liban – Perla Helou \| - Liberia – Wokie Dolo - Ma Cao – Lan Wan-Ling - Mexico – Andrea Meza - Moldova – Ana Badaneu - Mông Cổ – Enkhjin Tseveendash - Nepal – Nikita Chandak - Perú – Pamela Sánchez - Philippines – Laura Lehmann - Venezuela – Ana Carolina Ugarte - Việt Nam – Đỗ Mỹ Linh \| |
| Sports | - Cộng hòa Dominica – Aletxa Mueses |
| Beauty With A Purpose | - Ấn Độ – Manushi Chhillar - Indonesia – Achintya Holte Nilsen - Philippines – Laura Lehmann - Nam Phi – Adè van Heerden - Việt Nam – Đỗ Mỹ Linh |
| Multimedia | - Mông Cổ – Enkhjin Tseveendash |
| People's Choice | - Mông Cổ – Enkhjin Tseveendash |
| Talent | - Malta – Michela Galea |
| - Argentina – Avril Marco - Bangladesh – Jessia Islam - Colombia – Maria Daza - Pháp – Aurore Kichenin - Guatemala – Virginia Argueta - Ấn Độ – Manushi Chhillar - Indonesia – Achintya Holte Nilsen - Ý – Conny Notarstefano - Kazakhstan – Gul'banu Azimkhan - Liban – Perla Helou | - Liberia – Wokie Dolo - Ma Cao – Lan Wan-Ling - Mexico – Andrea Meza - Moldova – Ana Badaneu - Mông Cổ – Enkhjin Tseveendash - Nepal – Nikita Chandak - Perú – Pamela Sánchez - Philippines – Laura Lehmann - Venezuela – Ana Carolina Ugarte - Việt Nam – Đỗ Mỹ Linh |

## Thí sinh tham gia
Cuộc thi có tổng cộng 118 thí sinh tham gia:
| Quốc gia/Lãnh thổ     | Thí sinh                | Tuổi | Quê quán              |
| --------------------- | ----------------------- | ---- | --------------------- |
| Albania               | Joana Grabolli          | 20   | Berat                 |
| Angola                | Judelsia Bache          | 22   | Luanda                |
| Argentina             | Avril Marco             | 20   | Santiago del Estero   |
| Armenia               | Lili Sargsyan           | 18   | Yerevan               |
| Aruba                 | Anouk Eman              | 25   | Oranjestad            |
| Úc                    | Esma Voloder            | 25   | Melbourne             |
| Áo                    | Sarah Chvala            | 22   | Viên                  |
| Bahamas               | Geena Thompson          | 24   | Nassau                |
| Bangladesh            | Jessia Islam            | 20   | Dhaka                 |
| Bỉ                    | Romanie Schotte         | 20   | Bruges                |
| Belize                | Renae Martinez          | 20   | Belmopan              |
| Bolivia               | Jasmin Pinto            | 20   | Buena Vista           |
| Bosnia và Herzegovina | Aida Karamehmedović     | 24   | Trebinje              |
| Botswana              | Nicole Gaelebale        | 24   | Mahalapye             |
| Brazil                | Gabrielle Vilela        | 25   | Angra dos Reis        |
| Quần đảo Virgin (Anh) | Helina Hewlett          | 25   | Tortola               |
| Bulgaria              | Veronika Stefanova      | 25   | Sofia                 |
| Cameroon              | Akomo Minkata           | 23   | Yaoundé               |
| Canada                | Cynthia Menard          | 17   | Ottawa                |
| Cabo Verde            | Cristilene Pimienta     | 21   | São Vicente           |
| Quần đảo Cayman       | Kristin Amaya           | 25   | George Town           |
| Chile                 | Victoria Stein          | 22   | Puerto Montt          |
| Trung Quốc            | Guan Siyu               | 23   | Cáp Nhĩ Tân           |
| Colombia              | Maria Daza              | 21   | Riohacha              |
| Quần đảo Cook         | Alanna Smith            | 25   | Avarua                |
| Bờ Biển Ngà           | Mandjalia Gbané         | 21   | Bondoukou             |
| Croatia               | Tea Mlinarić            | 18   | Senj                  |
| Curaçao               | Vanity Girigori         | 21   | Willemstad            |
| Síp                   | Helena Tselepi          | 22   | Limassol              |
| Đan Mạch              | Amanda Petri            | 20   | Copenhagen            |
| Cộng hòa Dominica     | Aletxa Mueses           | 22   | San José de las Matas |
| Ecuador               | Romina Zeballos         | 25   | Guayaquil             |
| Ai Cập                | Farah Shaaban           | 19   | Cairo                 |
| El Salvador           | Fatima Cuellar          | 20   | San Salvador          |
| Anh                   | Stephanie Hill          | 22   | London                |
| Guinea Xích Đạo       | Catalina Mangue Ondo    | 18   | Mongomo               |
| Ethiopia              | Kisanet Molla           | 22   | Addis Ababa           |
| Fiji                  | Nanise Rainima          | 25   | Suva                  |
| Phần Lan              | Adriana Gerxhalija      | 22   | Turku                 |
| Pháp                  | Aurore Kichenin         | 22   | Jacou                 |
| Georgia               | Keti Shekelashvili      | 23   | Kareli                |
| Đức                   | Dalila Jabri            | 20   | Hamm                  |
| Ghana                 | Afua Asieduwaa Akrofi   | 20   | Accra                 |
| Gibraltar             | Jodie Garcia            | 22   | Gibraltar             |
| Hy Lạp                | Maria Psilou            | 20   | Aigio                 |
| Guadeloupe            | Audrey Berville         | 20   | Basse-Terre           |
| Guam                  | Destiny Cruz            | 20   | Hagåtña               |
| Guatemala             | Virginia Argueta        | 23   | Jutiapa               |
| Guinée                | Asmaou Diallo           | 24   | Conakry               |
| Guyana                | Vena Mookram            | 19   | Georgetown            |
| Honduras              | Celia Monterrosa        | 22   | Santa Bárbara         |
| Hồng Kông             | Emily Wong              | 23   | Hong Kong             |
| Hungary               | Virág Koroknyai         | 20   | Budapest              |
| Iceland               | Ólafía Ósk Finnsdóttir  | 19   | Reykjavík             |
| Ấn Độ                 | Manushi Chhillar        | 19   | Haryana               |
| Indonesia             | Achintya Holte Nilsen   | 18   | Lombok                |
| Ireland               | Lauren McDonagh         | 18   | Donegal               |
| Israel                | Rotem Rabi              | 21   | Tel Aviv              |
| Ý                     | Conny Notarstefano      | 21   | Lucera                |
| Jamaica               | Solange Sinclair        | 24   | Kingston              |
| Nhật Bản              | Haruka Yamashita        | 22   | Tokyo                 |
| Kazakhstan            | Gul'banu Azimkhan       | 18   | Kyzylorda             |
| Kenya                 | Magline Jeruto          | 24   | Nairobi               |
| Hàn Quốc              | Ha-eun Kim              | 25   | Seoul                 |
| Lào                   | Tonkham Phonchanhueang  | 20   | Viêng Chăn            |
| Liban                 | Perla Helou             | 22   | Baabda                |
| Lesotho               | Mpoi Ma'hao             | 19   | Maseru                |
| Liberia               | Wokie Dolo              | 25   | Monrovia              |
| Ma Cao                | Wan Ling Lan            | 25   | Ma Cao                |
| Madagascar            | Felana Tirindraza       | 22   | Nosy Be               |
| Malta                 | Michela Galea           | 25   | Valletta              |
| Mauritius             | Bessika Bucktawor       | 21   | Triolet               |
| Mexico                | Andrea Meza             | 23   | Chihuahua             |
| Moldova               | Ana Badaneu             | 20   | Chișinău              |
| Mông Cổ               | Enkhjin Tseveendash     | 24   | Ulaanbaatar           |
| Montenegro            | Tea Babić               | 19   | Podgorica             |
| Myanmar               | Ei Kyawt Khaing         | 19   | Naypyidaw             |
| Nepal                 | Nikita Chandak          | 21   | Urlabari              |
| Hà Lan                | Philisantha van Deuren  | 21   | Almere                |
| New Zealand           | Annie Evans             | 19   | Auckland              |
| Nicaragua             | America Monserrath      | 18   | Rivas                 |
| Nigeria               | Ugochi Ihezue           | 20   | Birnin Kebbi          |
| Bắc Ireland           | Anna Henry              | 22   | Belfast               |
| Na Uy                 | Celine Herregården      | 19   | Drammen               |
| Panama                | Julianne Brittón        | 22   | Panama City           |
| Paraguay              | Paola Oberladstatter    | 24   | Ciudad del Este       |
| Peru                  | Pamela Sánchez          | 22   | Chachapoyas           |
| Philippines           | Laura Lehmann           | 23   | Makati                |
| Ba Lan                | Magdalena Bieńkowska    | 24   | Warsaw                |
| Bồ Đào Nha            | Filipa Barroso          | 18   | Setúbal               |
| Romania               | Mihaela Bosca           | 26   | Baia Mare             |
| Nga                   | Polina Popova           | 22   | Yekaterinburg         |
| Rwanda                | Elsa Iradukunda         | 19   | Northern Province     |
| Scotland              | Romy McCahill           | 23   | Milngavie             |
| Senegal               | Nar Codou Diouf         | 20   | Dakar                 |
| Serbia                | Anđelija Rogić          | 22   | Užice                 |
| Seychelles            | Hilary Joubert          | 23   | Victoria              |
| Singapore             | Laanya Ezra Asogan      | 21   | Singapore             |
| Slovakia              | Hanka Závodná           | 21   | Bratislava            |
| Slovenia              | Maja Zupan              | 18   | Britof                |
| Nam Phi               | Adè van Heerden         | 26   | Herolds Bay           |
| Nam Sudan             | Arual Longar            | 20   | Juba                  |
| Tây Ban Nha           | Elisa Tulian            | 21   | Majorca               |
| Sri Lanka             | Dusheni Silva           | 24   | Colombo               |
| Thụy Điển             | Hanna Haag              | 20   | Gävle                 |
| Tanzania              | Julitha Kabete          | 21   | Dar es Salaam         |
| Thái Lan              | Patlada Kulphakthanapat | 25   | Băng Cốc              |
| Trinidad và Tobago    | Chandini Chanka         | 23   | Port of Spain         |
| Tunisia               | Emna Abdelhedi          | 22   | Sfax                  |
| Thổ Nhĩ Kỳ            | Aslı Sümen              | 23   | Mersin                |
| Ukraine               | Polina Tkach            | 18   | Kiev                  |
| Hoa Kỳ                | Clarissa Bowers         | 20   | Miami                 |
| Uruguay               | Melina Carballo         | 21   | Montevideo            |
| Venezuela             | Ana Carolina Ugarte     | 25   | Maturín               |
| Việt Nam              | Đỗ Mỹ Linh              | 21   | Hà Nội                |
| Wales                 | Hannah Williams         | 23   | Cardiff               |
| Zambia                | Mary Chibula            | 22   | Mongu                 |
| Zimbabwe              | Chiedza Mhosva          | 22   | Harare                |

## Giám khảo
- Julia Morley – Giám đốc tổ chức cuộc thi Hoa hậu Thế giới
- Mike Dixon – Giám đốc Nhạc kịch người Anh, chỉ huy Dàn nhạc Giao hưởng Hoàng gia và Dàn nhạc Hòa nhạc BBC.
- Donna Walsh – Vũ công chuyên nghiệp và đạo diễn
- Andrew Minarik – Trưởng nhóm cho Miss World Hair & Beauty
- Arnold Vegafria – Giám đốc tài năng người Philippines của ALV Talent Circuit và giám đốc quốc gia đương nhiệm của Hoa hậu Thế giới Philippines
- Trương Tử Lâm – Hoa hậu Thế giới 2007 đến từ Trung Quốc
- Vu Văn Hà – Hoa hậu Thế giới 2012 đến từ Trung Quốc
- Rohit Khandelwal – Nam vương Thế giới 2016 đến từ Ấn Độ

## Chú ý

### Tham gia lần đầu
- Armenia
- Lào
- Senegal

### Trở lại
| - Lần cuối tham gia vào năm 2001: - Bangladesh - Madagascar - Lần cuối tham gia vào năm 2010: - Cabo Verde - Lần cuối tham gia vào năm 2011: - Liberia - Lần cuối tham gia vào năm 2012: - Ma Cao - Lần cuối tham gia vào năm 2013: - Angola | - Lần cuối tham gia vào năm 2014: - Hy Lạp - Hồng Kông - Lần cuối tham gia vào năm 2015: - Cameroon - Ethiopia - Na Uy - Zambia - Zimbabwe |

### Chỉ định
- Aruba – Anouk Eman đã được chỉ định là Hoa hậu Thế giới Aruba 2017 tại buổi lễ riêng sau khi được lựa chọn trong một cuộc gọi tuyển chọn do Star Promotion Foundation, đơn vị sở hữu nhượng quyền cho Hoa hậu Thế giới ở Aruba tổ chức.
- Belize – Renae Martinez được chỉ định là đại diện cho Belize tại Hoa hậu Thế giới 2017 sau cuộc gọi tuyển chọn được tổ chức bởi Michael Arnold, giám đốc quốc gia của cuộc thi Hoa hậu Thế giới Belize.
- Cộng hòa Dominica – Aletxa Mueses đã đăng quang Hoa hậu Thế giới Dominica 2017 trong một buổi lễ đơn giản sau khi được lựa chọn trong một cuộc gọi casting do Diany Mota, giám đốc quốc gia của cuộc thi Hoa hậu Thế giới Dominica tổ chức sau nhiều năm phiên bản không được tổ chức do thiếu tài trợ.
- El Salvador – Fatima Molina được chỉ định là đại diện El Salvador tại Hoa hậu Thế giới 2017 trong một cuộc gọi tuyển chọn kín do Telecorporación Salvadoreña, đơn vị sở hữu nhượng quyền cho Hoa hậu Thế giới ở El Salvador, tổ chức.
- Ethiopia – Kisanet Molla được chỉ định là Hoa hậu Thế giới Ethiopia 2017 trong một cuộc gọi tuyển chọn do Genet Tsegay, giám đốc quốc gia của cuộc thi Hoa hậu Thế giới Ethiopia tổ chức.
- Georgia – Keti Shekelashvili đã được IC Model Management, đơn vị sở hữu quyền thương hiệu Hoa hậu Thế giới tại Georgia, chỉ định làm đại diện cho Georgia tại cuộc thi Hoa hậu Thế giới 2017 sau khi cuộc thi quốc gia không được tổ chức vì lý do không được tiết lộ. Shekelashvili là Á hậu 4 tại cuộc thi Hoa hậu Georgia 2015.
- Ghana  – Afua Asieduwaa Akrofi được chỉ định là đại diện cho Ghana tại Hoa hậu Thế giới 2017 bởi Inna Mariam Patty, giám đốc quốc gia của cuộc thi Hoa hậu Ghana sau khi bà quyết định cử Margaret Derry Mwintuur, Hoa hậu Ghana 2017 tham dự cuộc thi Hoa hậu Thế giới 2018 với tư cách là phiên bản năm 2017 của cuộc thi quốc gia này, sẽ được tổ chức vào đầu tháng 10 để không có thời gian chuẩn bị cho người chiến thắng mới cho cuộc thi Hoa hậu Thế giới. Akrofi là Á hậu 1 tại cuộc thi Hoa hậu Ghana 2015.
- Hồng Kông – Emily Wong được tập đoàn TVB chỉ định là đại diện Hồng Kông tại Hoa hậu Thế giới 2017, sau khi họ mua lại nhượng quyền cho Hoa hậu Thế giới tại Hồng Kông. Wong từng là Á hậu 2 tại cuộc thi Hoa hậu Hồng Kông 2017.
- Ma Cao – Wan Ling Lan đã được chọn để tham gia cuộc thi Hoa hậu Thế giới năm 2017 trong một cuộc gọi casting. Cô cũng là đại diện của Ma Cao tại Hoa hậu Hòa bình Quốc tế 2015.
- Ba Lan – Magdalena Bieńkowska, Hoa hậu Polski 2015 được chỉ định tham gia Hoa hậu Thế giới 2017 sau khi Lech Daniłowicz, giám đốc quốc gia của cuộc thi Hoa hậu Polski được bổ nhiệm là người có giấy phép mới cho Hoa hậu Thế giới tại Ba Lan. Trước đây Elzbieta Wierzbicka đã tổ chức nhượng quyền cho Hoa hậu Thế giới tại Ba Lan
- Romania – Mihaela Bosca đã được Ernest Hadrian Böhm, giám đốc quốc gia của cuộc thi Hoa hậu Thế giới Romania, bổ nhiệm làm Hoa hậu Thế giới Romania 2017 sau cuộc gọi tuyển chọn được tổ chức bởi Cơ quan ExclusivEvent, đơn vị sở hữu nhượng quyền cho Hoa hậu Thế giới tại Romania.
- Tanzania – Julitha Kabete đã được chọn để đại diện cho Tanzania tại Hoa hậu Thế giới 2017 sau cuộc gọi tuyển chọn được tổ chức bởi Hashim Lundenga, giám đốc quốc gia của cuộc thi Hoa hậu Tanzania vì phiên bản năm 2017 của cuộc thi không được tổ chức do thiếu tài trợ. Kabete đã tranh tài tại cuộc thi Hoa hậu Tanzania 2016 và lọt vào Top 5.
- Thái Lan – Patlada Kulphakthanapat đã được Supol Wichianchai, Chủ tịch Tổ chức Hoa hậu Thế giới Thái Lan, chỉ định là Hoa hậu Thế giới Thái Lan 2017 sau khi phiên bản năm 2017 của cuộc thi bị hủy bỏ như một sự tôn trọng vì Quốc vương Thái Lan Bhumibol Adulyadej băng hà. Kulphakthanapat là Á hậu 1 tại cuộc thi Hoa hậu Thế giới Thái Lan 2016.
- Uruguay – Melina Carballo được Antonio Vergara Olmos, giám đốc quốc gia của cuộc thi Nuestra Belleza Uruguay, chỉ định tham gia cuộc thi Hoa hậu Thế giới 2017 sau khi cuộc thi quốc gia này không được tổ chức do thiếu nhà tài trợ. Carballo đã thi đấu tại Nuestra Belleza Uruguay 2016 và đăng quang Hoa hậu Hòa bình Uruguay 2016.
- Venezuela – Ana Carolina Ugarte đã được chỉ định là Hoa hậu Thế giới Venezuela 2017 bởi Osmel Sousa, giám đốc quốc gia của cuộc thi Hoa hậu Venezuela sau khi cuộc thi Hoa hậu Thế giới Venezuela không được tổ chức năm thứ hai liên tiếp do thiếu tài trợ và khủng hoảng tài chính trong nước. Ugarte đại diện cho bang Monagas tại cuộc thi Hoa hậu Venezuela 2013.
- Việt Nam – Đỗ Mỹ Linh được Sen Vàng Entertainment, đơn vị sở hữu nhượng quyền tổ chức Hoa hậu Thế giới tại Việt Nam chỉ định làm Hoa hậu Thế giới Việt Nam 2017 sau khi cuộc thi Hoa khôi Áo dài Việt Nam không được tổ chức vì lý do không được tiết lộ. Cô đăng quang Hoa hậu Việt Nam 2016.

### Thay thế
- Bangladesh – Jessia Islam đã đăng quang Hoa hậu Thế giới Bangladesh 2017 bởi Antar Showbiz và Omicon Entertainment, đơn vị sở hữu nhượng quyền cho Hoa hậu Thế giới tại Bangladesh sau khi Jannatul Nayeem Avril, người chiến thắng ban đầu bị truất ngôi vì đã kết hôn trước khi tham gia cuộc thi. Islam là Á hậu 1 tại cuộc thi Hoa hậu Thế giới Bangladesh 2017.
- Quần đảo Virgin (Anh) – Helina Hewlett đã được Damion Grange, giám đốc quốc gia của cuộc thi Hoa hậu Quần đảo Virgin thuộc Anh, chỉ định là Hoa hậu Thế giới Quần đảo Virgin (Anh) thay thế cho Khephra Sylvester, Hoa hậu Quần đảo Virgin (Anh) 2017, người sẽ chỉ tranh tài tại Hoa hậu Hoàn vũ 2017 do mâu thuẫn ngày tổ chức của hai cuộc thi. Nếu không thì Sylvester sẽ tham gia cả hai cuộc thi. Hewlett từng là Á hậu 1 tại cuộc thi Hoa hậu Quần đảo Virgin (Anh) năm 2017.[5]
- Cameroon – Michèle Ange Minkata được Solange Ingrid, giám đốc quốc gia của cuộc thi Hoa hậu Cameroon, chỉ định tham gia cuộc thi Hoa hậu Thế giới 2017 sau khi Julie Nguimfack, Hoa hậu Cameroon 2016 bị truất ngôi vì vô kỷ luật. Nguimfack đã bị đại sứ quán Mỹ từ chối cấp visa để tham gia sự kiện năm ngoái và được cho là sẽ tranh tài tại Miss World 2017. Minkata từng là Á hậu 4 tại cuộc thi Hoa hậu Cameroon 2016.[6]
- Quần đảo Cayman – Kristin Amaya được Derri Dacres-Lee, giám đốc quốc gia của cuộc thi Hoa hậu Quần đảo Cayman, chỉ định là đại diện Quần đảo Cayman tại Hoa hậu Thế giới 2017 để thay thế Anika Conolly, Hoa hậu Quần đảo Cayman 2017, người đã phải rút khỏi cuộc thi Hoa hậu Thế giới 2017 vì cô ấy đã không làm thể đáp ứng yêu cầu độ tuổi tối thiểu. Amaya từng là Á hậu 1 tại cuộc thi Hoa hậu Quần đảo Cayman 2017.
- Pháp – Aurore Kichenin được Sylvie Tellier, giám đốc quốc gia của cuộc thi Hoa hậu Pháp, bổ nhiệm làm Hoa hậu Thế giới Pháp 2017, thay thế cho Alicia Aylies, Hoa hậu Pháp 2017, người sẽ chỉ tranh tài tại Hoa hậu Hoàn vũ 2017. Kichenin đại diện cho khu vực Languedoc-Roussillon tại Hoa hậu Pháp 2017 và là Á hậu 1 tại cuộc thi.
- Hy Lạp – Theodora Soukia, Miss Hellas 2017 bị thay thế bởi Maria Psilou, Star Hellas 2017 vì lý do không được tiết lộ. Psilou đã đăng quang Star Hellas 2017 trong một cuộc gọi tuyển chọn riêng do Vassilis Prevelakis, giám đốc quốc gia của cuộc thi Star Hellas tổ chức.[7]
- Guatemala – Virginia Argueta được Javier Miranda, giám đốc quốc gia của cuộc thi Hoa hậu Guatemala Mundo, chỉ định tham gia tranh tài tại Miss World 2017 thay cho Lisbeth Gómez, người trước đó đã được chỉ định là đại diện cho Guatemala tại Miss World 2017 nhưng đã từ chức vì lý do cá nhân. Gómez được chọn tham gia cuộc thi Hoa hậu Thế giới để có thêm thời gian chuẩn bị cho Elizabeth Gramajo, người chiến thắng mới của cuộc thi Hoa hậu Guatemala Mundo 2017-18, người sẽ được cử tham dự Hoa hậu Thế giới 2018. Argueta đã đăng quang Hoa hậu Hoàn vũ Guatemala 2016.
- Madagascar – Felana Tirindraza đã được Comité Miss Madagascar, ban tổ chức cuộc thi Hoa hậu Madagascar, chỉ định tham gia Hoa hậu Thế giới 2017 sau khi Njara Windye Harris, người chiến thắng ban đầu được chọn tham gia cuộc thi Hoa khôi Sinh viên Châu Phi 2017. Tirindraza đăng quang ngôi vị Á hậu 1 tại cuộc thi Hoa hậu Madagascar 2017.[8]
- Nam Phi –  Adé van Herdeen được chỉ định là Hoa hậu Thế giới Nam Phi 2017, bởi Melinda Bam, giám đốc quốc gia của cuộc thi Hoa hậu Nam Phi, thay thế cho Demi-Leigh Nel-Peters, Hoa hậu Nam Phi 2017 sau khi cô chọn tham gia Hoa hậu Hoàn vũ 2017 do lịch trình của hai cuộc thi mâu thuẫn nhau. Herdeen là Á hậu 1 Hoa hậu Nam Phi 2017. Sau đó, cô tiếp tục đảm nhận danh hiệu Hoa hậu Nam Phi 2017 khi Nel-Peters đoạt danh hiệu Hoa hậu Hoàn vũ.
- Thổ Nhĩ Kỳ – Itır Esen, Hoa hậu Thế giới Thổ Nhĩ Kỳ 2017 đã được thay thế bởi Aslı Sümen, Hoa hậu Hoàn vũ Thổ Nhĩ Kỳ 2017 bởi Can Sandikcioglu, giám đốc quốc gia của cuộc thi Hoa hậu Thổ Nhĩ Kỳ sau khi Esen bị truất ngôi chỉ vài giờ sau khi cô đăng quang vì một dòng tweet không thể chấp nhận được về âm mưu đảo chính Thổ Nhĩ Kỳ năm 2016.[9]
- Zambia –  Mary Chibula được Platinum Events Productions Africa, đơn vị sở hữu nhượng quyền cho Miss World tại Zambia, chỉ định là Hoa hậu Thế giới Zambia 2017 sau khi Hoa hậu ban đầu là Louisa Josephs Chingangu bị truất ngôi và Mwangala Ikacana, Á hậu 1 không thể tranh giải vì lý do cá nhân. Chibula là Á hậu 2 Hoa hậu Zambia 2016.

### Bỏ cuộc
- Antigua và Barbuda,  Cộng hòa Dân chủ Congo,  Costa Rica,  Haiti,  Sierra Leone,  St. Lucia,  Uganda,  Quần đảo Virgin (Mỹ) – Không có đại diện nào được chỉ định do thiếu kinh phí và tài trợ.
- Belarus – Với việc cuộc thi Hoa hậu Belarus được tổ chức hai năm một lần, ban tổ chức ban đầu chỉ định Á hậu 1 là Ekaterina Savchuk đại diện cho đất nước của cô tại Hoa hậu Thế giới năm nay, nhưng cuối cùng cô đã rút lui vì lý do cá nhân nên loại cô khỏi danh sách thí sinh chính thức.
- Cộng hòa Séc – Hoa hậu Séc đã quyết định cử các đại biểu của quốc gia đến Hoa hậu Hoàn vũ, Hoa hậu Trái Đất và Hoa hậu Siêu quốc gia năm nay, vì tổ chức này đã nhượng lại giấy phép Hoa hậu Thế giới cho chủ sở hữu quyền thương mại mới, sẽ được công bố vào một ngày sau đó.
- Guinea Bissau – Laila Da Costa đã được chọn làm đại diện quốc gia cho sự kiện này, tuy nhiên cô không thể tham dự khi thị thực nhập cảnh của cô bị chính phủ Trung Quốc từ chối.
- Kyrgyzstan – Begimay Karybekova đã được chọn làm đại diện quốc gia tham gia cuộc thi, tuy nhiên cô không thể tham dự khi thị thực nhập cảnh của cô bị chính phủ Trung Quốc từ chối. Sau đó cô đã chọn tham gia Hoa hậu Hoàn vũ 2018 được tổ chức tại Thái Lan
- Latvia – Cuộc thi Hoa hậu Latvia 2017 bị hủy bỏ do vấn đề nội bộ đơn vị tổ chức và thiếu nhà tài trợ.
- Malaysia – Không có đại biểu nào được bổ nhiệm, do các vấn đề nội bộ với tổ chức và thiếu tài trợ, sau khi đơn vị cấp phép cuộc thi và giám đốc quốc gia từ chức.
- Puerto Rico – Không có đại diện nào nào được chỉ định do ảnh hưởng của bão Maria.[cần dẫn nguồn]